# سه‌بعدی (ترانه)
«سه‌بعدی» (انگلیسی: 3D) ترانه‌ای از خواننده اهل کره جنوبی، جونگ‌کوک از بی‌تی‌اس با همکاری رپر آمریکایی، جک هارلو است که به عنوان یک تک‌آهنگ در ۲۹ سپتامبر ۲۰۲۳ توسط بیگ هیت میوزیک منتشر شد. این ترانه در نخستین آلبوم جونگ‌کوک به نام طلایی حضور دارد که در ۳ نوامبر ۲۰۲۳ منتشر شد. یک ریمیکس با حضور خواننده آمریکایی جاستین تیمبرلیک به جای هارلو در ۲۴ نوامبر ۲۰۲۳ منتشر شد.